# Vytautas Mačernis
Vytautas Mačernis (pueblo de Šarnelė, 5 de junio de 1921 – Žemaičių Kalvarija, 7 de octubre de 1944) fue un poeta existencialista lituano. 

## Biografía
Estudió inglés y literatura en la Universidad de Vilna. Su primer poema fue publicado en 1936 y su último poema en noviembre de 1944. Escribió sonetos, visiones, trioletes, canciones y poemas aforísticos cortos.
Sus poemas fueron traducidos al inglés y otros idiomas.